# Günther Beckstein
Günther Beckstein (1943. november 23. –) német politikus. Bajorország 11. miniszterelnöke.

## Élete
1943 novemberében született Hersbruckban.

## Politikai pályája
1974-ben lett a bajor parlament tagja. 1987-ben polgármesterjelölt volt Nürnbergben, de veszített a választáson az SPD jelöltje ellen. 1993-ban lett Bajorország belügyminisztere.

## Kapcsolódó lapok
- Bajorország miniszterelnökeinek listája